# Blake Coleman
Pour les articles homonymes, voir Coleman.
Blake Coleman (né le 28 novembre 1991 à Plano dans l'État du Texas aux États-Unis) est un joueur professionnel américain de hockey sur glace. Il évolue au poste de centre.

## Biographie

### Carrière junior
Après avoir joué la saison 2010-2011 dans l'USHL avec le Ice de l'Indiana où il remporte de nombreux honneurs à la suite d'une saison de 92 points en 59 parties, il est repêché au troisième tour par les Devils du New Jersey, 75e rang au total, lors du repêchage d'entrée dans la LNH 2011. Il commence par la suite une carrière universitaire avec les Redhawks de l'Université Miami, en Ohio. 

### Carrière professionnelle

#### Devils du New Jersey (2015-2020)
Il joue quatre saisons avec l'équipe universitaire avant de devenir professionnel en 2015-2016, lorsqu'il s'aligne avec les Devils d'Albany, club-école des Devils du New Jersey dans la LAH. Il fait ses débuts dans la LNH avec le grand club la saison suivante, en prenant part à 23 parties, tout en jouant la majorité de la saison dans la LAH.

#### Lightning de Tampa Bay (2020-2021)
Le 16 février 2020, il est échangé au Lightning de Tampa Bay en retour de l'attaquant Nolan Foote et d'un choix conditionnel de 1ère ronde en 2020.
Il remporte la Coupe Stanley 2020 et 2021 avec Tampa Bay.

#### Flames de Calgary
Le 28 juillet 2021, il signe un contrat de 6 ans et d'une valeur de 29,6 millions de dollars avec les Flames de Calgary.

## Statistiques

### En club
| Saison     | Équipe                 | Ligue      |     | Saison régulière | Saison régulière | Saison régulière | Saison régulière | Saison régulière |    | Séries éliminatoires | Séries éliminatoires | Séries éliminatoires | Séries éliminatoires | Séries éliminatoires |
| Saison     | Équipe                 | Ligue      | PJ  | B                | A                | Pts              | Pun              | PJ               | B  | A                    | Pts                  | Pun                  |                      |                      |
| 2009-2010  | Storm de Tri-City      | USHL       | 22  | 2                | 10               | 12               | 32               | -                | -  | -                    | -                    | -                    |                      |                      |
| 2009-2010  | Ice de l'Indiana       | USHL       | 36  | 8                | 8                | 16               | 24               | 9                | 0  | 2                    | 2                    | 13                   |                      |                      |
| 2010-2011  | Ice de l'Indiana       | USHL       | 59  | 34               | 58               | 92               | 72               | 5                | 2  | 2                    | 4                    | 10                   |                      |                      |
| 2011-2012  | Université Miami       | CCHA       | 39  | 12               | 11               | 23               | 56               | -                | -  | -                    | -                    | -                    |                      |                      |
| 2012-2013  | Université Miami       | CCHA       | 40  | 9                | 10               | 19               | 56               | -                | -  | -                    | -                    | -                    |                      |                      |
| 2013-2014  | Université Miami       | NCHC       | 27  | 19               | 9                | 28               | 65               | -                | -  | -                    | -                    | -                    |                      |                      |
| 2014-2015  | Université Miami       | NCHC       | 37  | 20               | 17               | 37               | 99               | -                | -  | -                    | -                    | -                    |                      |                      |
| 2015-2016  | Devils d'Albany        | LAH        | 14  | 4                | 3                | 7                | 19               | -                | -  | -                    | -                    | -                    |                      |                      |
| 2016-2017  | Devils d'Albany        | LAH        | 52  | 19               | 20               | 39               | 56               | 4                | 0  | 1                    | 1                    | 6                    |                      |                      |
| 2016-2017  | Devils du New Jersey   | LNH        | 23  | 1                | 1                | 2                | 27               | -                | -  | -                    | -                    | -                    |                      |                      |
| 2017-2018  | Devils du New Jersey   | LNH        | 79  | 13               | 12               | 25               | 50               | 5                | 2  | 0                    | 2                    | 4                    |                      |                      |
| 2018-2019  | Devils du New Jersey   | LNH        | 78  | 22               | 14               | 36               | 71               | -                | -  | -                    | -                    | -                    |                      |                      |
| 2019-2020  | Devils du New Jersey   | LNH        | 57  | 21               | 10               | 31               | 40               | -                | -  | -                    | -                    | -                    |                      |                      |
| 2019-2020  | Lightning de Tampa Bay | LNH        | 9   | 0                | 1                | 1                | 16               | 25               | 5  | 8                    | 13                   | 31                   |                      |                      |
| 2020-2021  | Lightning de Tampa Bay | LNH        | 55  | 14               | 17               | 31               | 37               | 23               | 3  | 8                    | 11                   | 22                   |                      |                      |
| 2021-2022  | Flames de Calgary      | LNH        | 81  | 16               | 17               | 33               | 60               | 12               | 2  | 3                    | 5                    | 12                   |                      |                      |
| 2022-2023  | Flames de Calgary      | LNH        | 82  | 18               | 20               | 38               | 54               | -                | -  | -                    | -                    | -                    |                      |                      |
| 2023-2024  | Flames de Calgary      | LNH        | 78  | 30               | 24               | 54               | 76               | -                | -  | -                    | -                    | -                    |                      |                      |
| Totaux LNH | Totaux LNH             | Totaux LNH | 542 | 135              | 116              | 251              | 431              | 65               | 12 | 19                   | 31                   | 69                   |                      |                      |

### En équipe nationale
| Année | Équipe     | Compétition          |    | PJ | B | A | Pts | Pun                |  | Résultat |
| 2018  | États-Unis | Championnat du monde | 10 | 1  | 1 | 2 | 8   | Médaille de bronze |  |          |

## Trophées et honneurs personnels
- 2010-2011 :
  - participe au Match des étoiles de l'USHL.
  - nommé dans la première équipe d'étoiles de l'USHL.
  - nommé meilleur attaquant de l'USHL (USHL Forward of the Year)
  - nommé meilleur joueur de l'USHL (USHL Player of the Year)
  - remporte le trophée Dave Tyler du meilleur joueur junior par USA Hockey.

### Ligue nationale de hockey
- 2019-2020 : vainqueur de la Coupe Stanley avec le Lightning de Tampa Bay (1)
- 2020-2021 : vainqueur de la Coupe Stanley avec le Lightning de Tampa Bay (2)